# Maribel Portela
Maribel Portela Ortiz (n. Ciudad de México, 1960) es una escultora que vive y trabaja en la Ciudad de México. “Sus esculturas concentran elementos relacionados con la técnica, la tradición, la religión y símbolos prehispánicos y de culturas sagradas. En algunas de sus figuras realizadas en cerámicas se refleja ese ser primitivo, espontáneo, natural, simétrico, repleto de miedos, deseos, mitos y sueños”.

## Estudios
Estudió en talleres de artes visuales en la ENAP, UNAM de 1979 a 1982. En voz de la artista: “Soy una artista que crea objetos mediante la manipulación de materiales comunes, situaciones e imaginarios reconocibles, mi trabajo contiene elementos de la ciencia y la naturaleza, también aspectos que tiene que ver con los seres humanos, sus deseo, miedos, sueños. Trabajo creando superficies táctiles, que hacen una experiencia lúdicas y provocativa. Las construcciones de papel se convierten en presencias cotidianas. Mi obra induce a la curiosidad mediante la incorporación de materiales inesperados. Transformo lo mundano en sublime y extraño” (fragmento).

## Obra
“El trabajo artístico de Maribel Portela (…) por lo menos a partir de su exposición Espiral (1995), se ha definido como un permanente y prodigioso ‘viaje a la semilla’. Su trabajo reciente, estas flores y tallos de barro (y en madera) en gran formato que aquí se presenta, es una estación más de ese emblemático y perturbador regreso anterior a todo lenguaje”.

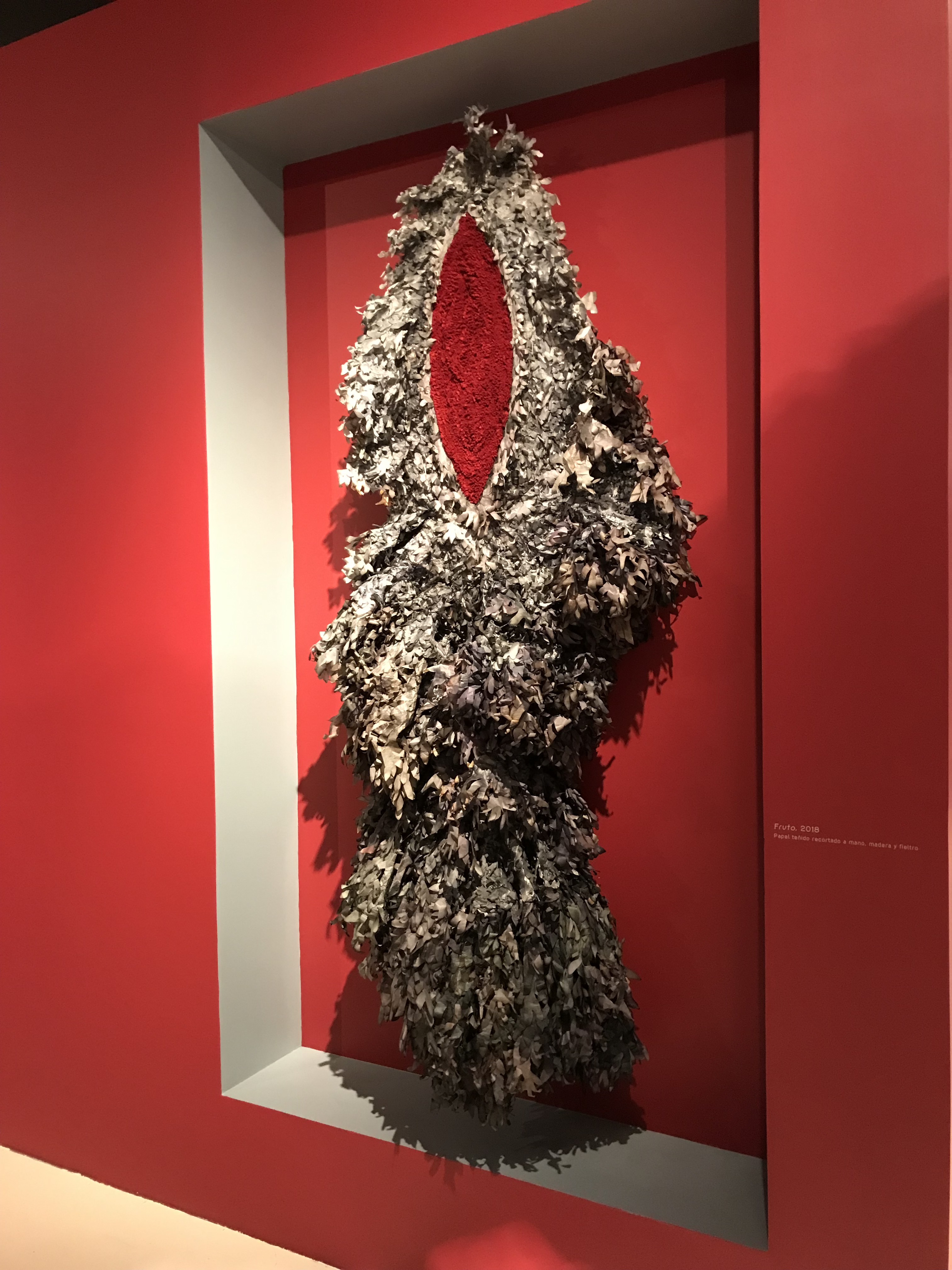
Fruto (2018)

### Exposiciones individuales
“Entre sus muestras individuales recientes destaca ‘Cúmulo’ presentada en el Museo Nacional de San Carlos de la Ciudad de México, donde utilizó la repetición como motivo de las formas de la naturaleza, y con cientos de hojas de papel de china decolorado, teñido y manipulado creó asombrosas esculturas que evocan árboles, flores, capullos o nubes”.
- 2021 Orgánico artificial. Museo Universitario del Chopo, Ciudad de México.[6]
- 2016 Aventuras Literarias de Cervantes en Tridimensión 400, Festival Internacional Cervantino, Tomás Chávez Morado, Universidad de Guanajuato, Guanajuato, México.
- 2015 Melancolía, Centro Cultural Atarazanas, Veracruz, Veracruz, México.
- La Espera, Drexler Proyectos, Monterrey, Nuevo León, México.
- 2014 Intermitencias de la muerte, Museo de la S.H.C.P., México, D. F.
- Origen Albo, Drexler Proyectos, Monterrey, Nuevo León, México.
- Registro de la materia, Museo de Arte Contemporáneo N.º 8, Aguascalientes, Aguascalientes, México.
- 2013 Cúmulo. Museo Nacional de San Carlos, México, D. F.
- 2012 La voluntad de la forma. Centro México Madrid, Madrid, España.
- Suma a la naturaleza. Centro Cultural Marcos Valcárcel, Orense, España.
- Dialogues of space expanding between México City and Beijing, TJ China Project, Pekín, China.
- 2011 Naturaleza frágil. Instituto Tamaulipeco para la Cultura y las Artes, Ciudad Victoria Tamaulipas.
- Nature altérée. Le Musée du Haut-Richelieu y en L’espace des jardins du Théatre des deux rives, Sant-Jean-Sur, Quebec, Canadá.
- 2010 Rosarium Philosphorum. Ex Teresa Arte Actual, México, D. F.

## Residencias
- 2011 Residencia artística FONCA-CONACYT. México-China. Academia de Bellas Artes de la Universidad de Tsinghua. Pekín, China.
- 2001 Miembro del Sistema Nacional de Creadores de Arte FONCA, México, D. F.
- 2000 Programa de Creación en cerámica. México Puebla, Canadá Banff.
- 1994 Beca para Jóvenes Creadores, FONCA, México, D. F.

## Distinciones
- 2012 Maestra invitada. México-China. Academia de Bellas Artes de la Universidad de Tsinghua. Pekín, China.
- 2011 Residencia artística FONCA-CONACYT. México-China. Academia de Bellas Artes de la Universidad de Tsinghua. Pekín, China.
- 2001 Miembro del Sistema Nacional de Creadores de Arte FONCA, México, D. F.
- 1998 2.º lugar en la Segunda Bienal Internacional Juguete Arte-Objeto. Museo José Luis Cuevas, México, D. F.
- 1994 Beca para Jóvenes Creadores FONCA, México, D. F.
- 1987 Mención especial en el Encuentro Plástico sobre el Paisaje. Teatro del Pueblo, México, D. F.
- 1986 Premio de Adquisición Auditorio Nacional. “50 años de lucha por la alimentación”. México, D. F.

## Colecciones
- Banco Nacional de México, México, D. F.
- Casa Candina, San Juan, Puerto Rico.
- Instituto de Ingeniería de la UNAM, México, D. F.
- Jardín Bicentenario, Jalapa, Veracruz, México.
- Jardín de las Esculturas, Jalapa, Veracruz, México.
- Museo Alvar T. Carrillo Gil, México,D. F.
- Museo de la Ciudad de Mérida, Yucatán, México.
- Museo del Arzobispado, México, D. F.
- Museo del Palacio de Gobierno, Monterrey, Nuevo León, México.
- Museum of International Ceramic Arts, Denmark.
- Secretaría de Relaciones Exteriores, México, D. F.

### Catálogos de exposiciones
- Catálogo de Escultura de pequeño formato y obra gráfica 2013-2014. Arte Hoy Galería. Ciudad de México, noviembre de 2013.
- Catálogo de Arte Contemporáneo Zona Sur. México, enero de 2014.